# Gruň
Der Gruň (slowakisch Grúň) ist ein Gebirgskamm der Mährisch-Schlesischen Beskiden. Er liegt etwa vier Kilometer nordöstlich von Staré Hamry in Tschechien nahe der slowakischen Grenze.

## Geographie
Der etwa acht Kilometer lange Kamm erstreckt sich rechtsseitig am oberen Ende des Stausees Šance vom Tal der Ostravice gegen Nordost bis an den Sulov (942 m) bei Bílý Kříž an der slowakischen Grenze. Er ist Teil der Zadní hory in der Klokočovská hornatina. Die auf dem Gruň befindlichen Ansiedlungen sind Teil der Gemeinde Staré Hamry.
Höchste Erhebungen auf dem Gruň sind – von West nach Ost – der Příslop (782 m), die Janikula (832 m), der Gruň (843 m) und die Kozlena (885 m). Im Osten des Gruň entspringt die Černá Ostravice, die den Kamm südlich umfließt und sich am Fuße des Příslop mit der Bílá Ostravice vereinigt. Nordöstlich liegt das Quellgebiet der Řečice.

## Geschichte
Nach der Besiedlung des oberen Ostravicetales entstanden im 18. Jahrhundert entlang des Kammes mehrere Paseken (Einzelschläge) und Salaschen. 
1773 stellte der Pasekar Šimon Tomeček in Gruň eine hölzerne Marienstatue auf. 1847 wurde für die Statue ein Holzkapellchen gebaut. 
1868 verfügte der Pfarrer Habrnal aus Horní Domaslavice in seinem letzten Willen, einen Teil seines Vermögens für den Bau einer Kirche auf dem Gruň zu verwenden. In den 1880er Jahren beauftragte der Frýdeker Dekan Karel Findinský den Zimmermeister Stanislav Pětroš
mit dem Bau einer kleinen Holzkirche nach den Plänen des Baumeisters Heinrich, die die Kapelle ersetzen sollte. 1887 wurde die zur Dominante des Kammes gewordene Kirche der Hilfreichen Jungfrau Maria geweiht.
Nach dem Beginn des Tourismus auf dem Gruň ließ der Gebirgsverein für den Radhošť 1908 einen Bergbauernhof an der Kozlena zu einer touristischen Schutzhütte umbauen. Die Baude erhielt nach ihrer attraktiven Wirtin Haná Veličková recht bald den Namen chata Švarná Hanka. 
Auf der Salasche Gruň entstand 1918 nach Umbau der Wirtschaft der seit 1816 ansässigen Familie Charbulák eine weitere Touristenhütte. Die Hütte Charbulák wurde zwischen 1928 und 1929 zu einem Berghotel mit zunächst 25 Betten umgebaut und später auf 100 Betten erweitert. Das Charbulák ist damit eines der ältesten Berghotels der Beskiden.
In der zweiten Hälfte des 20. Jahrhunderts wurde eine Asphaltstraße von Staré Hamry bis zur Ansiedlung Gruň gebaut. Die Kirche auf dem Gruň ist heute eine Filialkirche der Pfarrkirche Ostravice. Durch hohen Baumbewuchs am Hügel Gruň wird die Kirche etwas verdeckt.

## Naturschutz
Die einst typischen Schafweiden sind auf dem Bergkamm rar geworden. Eine der wenigen erhaltenen Feuchtwiesen findet sich nordöstlich der Siedlung Gruň. In dem Kleinseggenried und den tiefer gelegenen Borstgrasweiden wachsen seltene und geschützte Pflanzenarten wie der Sonnentau und der Schwalbenwurz-Enzian. Der Ort steht seit 1990 als Naturdenkmal Podgruň unter staatlichem Schutz. 

## Tourismus
Der Gruň ist ein heute ein beliebtes Wander- und Wintersportgebiet. Auf dem Kamm führt ab Anfang Dezember eine sieben Kilometer lange Loipe bis Biely kríž. Am Podgruň betreibt der SKI MSA Dolní Benešov ein Skizentrum mit Liftbetrieb. Am Hotel Charbulák besteht ein Parkplatz.
Vom Kamm besteht eine Aussicht bis zur Mala Fatra und Westtatra.